# Verbascum asperuloides
Verbascum asperuloides är en flenörtsväxtart som beskrevs av Hub.-mor.. Verbascum asperuloides ingår i släktet kungsljus, och familjen flenörtsväxter. Inga underarter finns listade i Catalogue of Life.